# Linia kolejowa nr 60
Linia kolejowa nr 60 – niezelektryfikowana, jednotorowa, szerokotorowa linia kolejowa przebiegająca od stacji rozrządowej Kobylany do stacji granicznej w Terespolu.

## Historia
Linia kolejowa nr 60 została zbudowana po II wojnie światowej i oddana do użytku około 1949 roku. W okresie Polskiej Rzeczypospolitej Ludowej miała podwójne znaczenie – z jednej strony przeznaczona była do obsługi międzynarodowych przewozów towarowych wschód-zachód, z drugiej przygotowana była do pełnienia funkcji kolejowego szlaku szybkiego przerzutu eszelonów wojsk radzieckich na wypadek wojny z terytorium Związku Socjalistycznych Republik Radzieckich do Polski.
Obecnie linia obsługuje ruch towarowy prowadzony od granicy państwa do terminali PKP Cargo na stacji kolejowej Małaszewicze oraz do terminali przeładunkowych i bocznic kolejowych różnych firm na terenie dawnego Stałego Rejonu Przeładunkowego Terespol.
| Tor 1         | Tor 1         | Tor 1               | Tor 1     | Tor 1            |
| ------------- | ------------- | ------------------- | --------- | ---------------- |
| odcinek linii | odcinek linii | pociągi pasażerskie | szynobusy | pociągi towarowe |
| km pocz.      | km końcowy    | pociągi pasażerskie | szynobusy | pociągi towarowe |
| 205,247       | 207,826       | 60                  | 60        | 60               |
| 207,826       | 211,657       | 40                  | 40        | 40               |